# Heinz Schröder (Antifaschist)
Heinz Schröder (* 18. Januar 1910 in Groß-Lichterfelde; † 21. Mai 1997 in Berlin-Wannsee) war ein deutscher Antifaschist und Vorsitzender der VVN-VdA in West-Berlin.

## Leben
Schröder wuchs in einer Berliner Handwerkerfamilie auf. Sein Vater war ein selbständiger Malermeister, seine Mutter von Beruf Putzmacherin. Von 1916 bis 1924 besuchte er die Volksschule und absolvierte anschließend eine kaufmännische Ausbildung im Betrieb seines Vaters. Schröder wurde 1924 Mitglied der SAJ und nach der Ausbildung organisierte er sich im Zentralverband der Angestellten (ZdA), ab 1928 in der SPD und ab 1930 im Reichsbanner. Außerdem war er aktiv in der Freien Turnerschaft.
Anfang der 1930er Jahre wurde er Bezirkskassierer der SPD. Seit Mitte 1933 beteiligte er sich aktiv am Widerstand gegen den Nationalsozialismus, seit dem 22. Juni 1933 konkret durch Aufrechterhalten organisatorischer Strukturen der SPD. Über Verbindungen in Mitteldeutschland erhielt er Informationsmaterialien der Sopade und er sammelte für sie Gelder und aktuelle Informationen aus der Reichshauptstadt, die nach Prag weitergeleitet wurden.
Anfang 1936 heiratete er die aus Wannsee stammende Hildegard Hirche, die mit ihm in die Chausseestraße 15 zog. Hildegard Hirche beteiligte sich aktiv am sozialdemokratischen Widerstand und war bereits ab 1933 als Kurier der illegalen SPD tätig. Beide wurden am 7. April 1936 von der Gestapo verhaftet. Heinz Schröder wurde in die Gestapo-Zentrale in der Prinz-Albrecht-Straße 8 gebracht und nach einigen Tagen ins KZ Columbia gesperrt. Am 23. Mai 1936 kam er in die Untersuchungshaft nach Chemnitz, wo im November 1936 Anklage gegen ihn erhoben wurde. Am 11. Februar 1937 wurde er vom Kammergericht Berlin wegen „Fortsetzung der SPD und der SAJ“ zu 27 Monaten Zuchthaus und drei Jahren „Ehrverlust“ verurteilt. Seine Ehefrau erhielt im selben Verfahren eine Strafe von 18 Monaten Gefängnis. Die Haftstrafe verbrachte er im Zuchthaus Brandenburg und im Strafgefängnis Roßlau, von wo aus er zur Arbeit bei der Elberegulierung eingesetzt wurde.
Am 11. Juli 1938 wurde er aus der Haft entlassen. Am 3. November 1942 wurde er zur Strafeinheit 999 auf dem Heuberg rekrutiert. Seine Einheit wurde nach Afrika verschifft, wo er sich zusammen mit anderen Strafsoldaten am 9. April 1943 in US-amerikanische Kriegsgefangenschaft begeben konnte, die er ab dem 8. Mai 1943 in einem Speziallager in Kentucky verbrachte. Am 23. März 1946 kehrte er zurück nach Berlin, wo er sich unmittelbar wieder in den parteipolitischen Debatten engagierte. Aus den Erfahrungen des antifaschistischen Widerstandskampfes und der politisch lehrreichen Zeit in dem US-Kriegsgefangenenlager trat er für den Zusammenschluss der gespaltenen deutschen Arbeiterbewegung und für die Vereinigung seiner Partei mit der KPD ein. Während diese Vereinigung in West-Berlin in einem Mitgliederentscheid der SPD mit breiter Mehrheit abgelehnt wurde, untersagte die SMAD in Ost-Berlin einen Mitgliederentscheid und  es kam dort zur Zwangsvereinigung von SPD und KPD zur SED. Auf dem Vereinigungsparteitag auf Ost-Berliner Landesebene wurde er in die Landesleitung der SED gewählt, der er bis 1948 angehörte. Anschließend wurde er politischer Sekretär des SED-Bezirks Zehlendorf. Zusätzlich war er in der VVN und im Friedensrat der BRD in Leitungsfunktionen.
Schröder wurde Ende der 1950er Jahre aus der SED ausgeschlossen und verlor seine hauptamtlichen Funktionen. Er begann eine Tätigkeit bei der Bahnpolizei der Deutschen Reichsbahn in West-Berlin. Seine parteiinterne Rehabilitation erfolgte 1964. Er war dann bis 1968 Mitarbeiter in der politischen Abteilung der Reichsbahn sowie anschließend in hauptamtlichen Funktionen der Partei, die sich 1967 in SEW umbenannt hatte.
Nach dem 1975 erfolgten Renteneintritt konzentrierte er seine politische Arbeit auf die VVN und war maßgeblich an deren organisatorischer Entwicklung zum Verband der Antifaschisten beteiligt. Ab 1980 unterstützte er das Stadtrundfahrtenprojekt des Landesjugendrings Berlin als Zeitzeuge und hielt Vorträge in Schulen und Jugendeinrichtungen.

## Schriften (Auswahl)
- „Olle Icke“ erzählt. Elefanten Press, Berlin 1986, ISBN 3-88290-031-8.

## Dokumentarfilm
- „Fünf Jahre Stacheldraht in meiner Jugend …“  (Heinz Schröder). In: Berliner Zeitzeugen. Aus dem antifaschistischen Widerstand (Heinz Schröder – Gertrud Keen – Wolfgang Szepansky).  Eine Dokumentation von Loretta Walz, Videoproduktion Berlin, Landesjugendring Berlin 1993 (25 von 67 Min.)[1]